# Brandon Soppy
Beanou-Junior Brandon Deflorent Soppy (* 21. Februar 2002 in Aubervilliers) ist ein französisch-ivorischer Fußballspieler, der aktuell in der Verteidigung von Atalanta Bergamo spielt.

## Karriere

### Verein
Soppy begann seine fußballerische Laufbahn 2011 bei CFF Paris. Im Alter von 15 Jahren wechselte er 2017 in die Jugendabteilung von Stade Rennes. Bereits als 16-Jähriger erhielt er dort im Oktober 2018 seinen ersten Profivertrag und kam in der Saison 2018/19 das erste Mal für die Reserve der Rennais zum Einsatz. Bis zum Jahreswechsel 2020/21 kam er 12 Mal für Stade Rennes B zum Einsatz, schoss dabei aber kein Tor. 2019/20 kam er für die U19 in der UEFA Youth League dreimal zum Einsatz und legte dabei ein Tor vor. In der ersten Mannschaft gab er am 22. August 2020 (1. Spieltag) sein Profidebüt in der Ligue 1, als er kurz vor der Halbzeitpause für Jonas Martin ins Spiel kam. Bis zum Ende der Saison bestritt er dort insgesamt neun Ligaspiele und kam zudem in der Gruppenphase der UEFA Champions League in den beiden Spielen gegen den FC Sevilla zu seinen ersten beiden internationalen Einsätzen.
Im Sommer 2021 wechselte er für zwei Millionen Euro in die Serie A zu Udinese Calcio. Sein Debüt in der Serie A gab er am 12. September 2021 (3. Spieltag) bei einem 1:0-Sieg über Spezia Calcio, als er spät für Nahuel Molina eingewechselt wurde. Bis zum Saisonende bestritt er insgesamt 28 Ligaspiele mit der Mannschaft, die meisten davon als Einwechselspieler.
Am ersten Spieltag der neuen Saison 2022/23 kam er zu einem weiteren Einsatz für Udinese, ehe er im August 2022 zum Ligakonkurrenten Atalanta Bergamo wechselte. Nach zehn Einsätzen bis zur Winterpause kam er in der Rückrunde dort noch auf fünf weitere Ligaspiele. Für die anschließende Saison 2023/24 wurde Soppy mit Kaufoption an den FC Turin ausgeliehen. Wegen einer Oberschenkelverletzung bestritt er dort jedoch nur fünf Spiele, ehe die Leihe nach Turin im Winter-Transferfenster abgebrochen wurde. Stattdessen wechselte Soppy ebenfalls auf Leihbasis zum deutschen Zweitligisten FC Schalke 04, der ihn ohne anschließende Kaufoption bis zum Saisonende verpflichtete. Aufgrund von Trainingsrückständen und anhaltenden Oberschenkelproblemen kam er für die Schalker im Laufe der Rückrunde jedoch ebenfalls nur in fünf Spielen zum Einsatz, ehe er ab Ende April 2024 die Saison vorzeitig beenden musste.
Nach der Leihe gehörte er dem Kader der 2. Mannschaft von Atalanta Bergamo in der Serie C an.

### Nationalmannschaft
Soppy durchlief ab 2017 mehrere Juniorennationalmannschaften Frankreichs, beginnend mit der U16. Mit der U17-Auswahl nahm er 2019 an der U17-Europameisterschaft teil und bestritt dort bis zum Ausscheiden im Halbfinale gegen Italien vier der fünf Spiele. Später im selben Jahr nahm er mit der Mannschaft an der U17-Weltmeisterschaft teil und erreichte dort mit der Mannschaft den dritten Platz, wobei er selbst in fünf von sechs Turnierspielen jeweils über die volle Spielzeit zum Einsatz kam. Im August und September 2019 bestritt er zudem noch fünf Spiele mit der U18. Nachdem er knapp drei Jahre lang nicht mehr berücksichtigt worden war, bestritt er im Juni 2022 noch ein Länderspiel mit der U20-Nationalmannschaft.